# Campingvognen
Campingvognen er en dansk børnefilm fra 2001, der er instrueret af Alice de Champfleury efter manuskript af Trond E. Haugan og Dorthe de Neergaard.

## Handling
I sommerheden er Lasse på 9 år spærret inde i familiens campingvogn for at lave matematikopgaver. Forældrene vil have, at drengen skal blive til noget. Indespærret dag efter dag i den hede campingvogn, må Lasse til sidst tage et brutalt opgør med sine forældre.